# Tamalameque (ort)
Tamalameque är en ort i Colombia.   Den ligger i departementet Cesar, i den norra delen av landet, 500 km norr om huvudstaden Bogotá. Tamalameque ligger 31 meter över havet och antalet invånare är 4 972. Den ligger vid sjön Ciénaga del Cristo.
Terrängen runt Tamalameque är mycket platt. Runt Tamalameque är det ganska glesbefolkat, med 28 invånare per kvadratkilometer. Det finns inga andra samhällen i närheten. Omgivningarna runt Tamalameque är en mosaik av jordbruksmark och naturlig växtlighet.